# Cavariella aspidaphoides
Cavariella aspidaphoides är en insektsart. Cavariella aspidaphoides ingår i släktet Cavariella och familjen långrörsbladlöss. Inga underarter finns listade i Catalogue of Life.